# Campsiophora
Campsiophora is een geslacht van schietmotten uit de familie Glossosomatidae

## Soorten
Deze lijst van 3 stuks is mogelijk niet compleet.
- C. arawak OS Flint, 1968
- C. mulata L Botosaneanu, 1977
- C. pedophila OS Flint, 1964